# 易變歐雅魚
易變歐雅魚（學名：Squalius orientalis）為輻鰭魚綱鯉形目雅羅魚科的其中一種，分布於亞洲土耳其淡水流域，體長可達19.8公分，生活習性不明。